# Кастеллетто-Молина
Кастеллетто-Молина (итал. Castelletto Molina) — коммуна в Италии, располагается в регионе Пьемонт, в провинции Асти.
Население составляет 184 человека (2008 г.), плотность населения составляет 61 чел./км². Занимает площадь 3 км². Почтовый индекс — 14040. Телефонный код — 0141.
Покровителем коммуны почитается святой апостол Варфоломей, празднование 24 августа.

## Демография
Динамика населения:

## Администрация коммуны
- Официальный сайт: http://www.comune.castellettomolina.at.it Архивная копия от 8 августа 2017 на Wayback Machine